# NGC 4889
NGC 4889 (také známá jako Coma B nebo Caldwell 35) je obří eliptická galaxie v souhvězdí Vlasů Bereniky vzdálená přibližně 304 milionů světelných let. Objevil ji britský astronom William Herschel v roce 1785 a zapsal ji do svého katalogu jako jasnou mlhovinnou skvrnu. NGC 4889 je spolu s NGC 4874 (Coma A) nejjasnějším členem Kupy galaxií ve Vlasech Bereniky (anglicky Coma Cluster). Na rozdíl od plochých spirálních galaxií, jako je galaxie Mléčná dráha, nemá NGC 4889 viditelné prachové pásy ani spirální ramena a má hladký jednotvárný vejčitý vzhled, jehož jasnost klesá od jádra směrem k okraji. V centru této galaxie se nachází obří černá díra, která zahřívá mezihvězdné prostředí třením přitahovaného prachu a plynů. Rentgenové záření z galaxie se šíří na vzdálenost několika milionů světelných let.
Tak jako v jiných podobných eliptických galaxiích je pouze část hmoty NGC 4889 soustředěna ve hvězdách. Ty jsou v galaxii rozloženy nerovnoměrně, hromadí se blízko galaktického jádra a směrem k okraji jejich počet klesá. Mezihvězdné prostředí této galaxie je husté a plné těžkých kovů, které byly vytvořeny hvězdami v pozdním stádiu vývoje. Kolem galaxie obíhá velké množství kulových hvězdokup a celou soustavu obepíná rozsáhlé galaktické halo o průměru jednoho milionu světelných let. NGC 4889 je také zdrojem měkkého rentgenového a ultrafialového záření a rádiových vln. 
NGC 4889 hraje důležitou roli v amatérské a profesionální astronomii, protože je největší a nejhmotnější galaxií viditelnou ze Země, a stala se modelem při studiu dynamického vývoje obřích eliptických galaxií ve vzdáleném vesmíru. 

## Pozorování

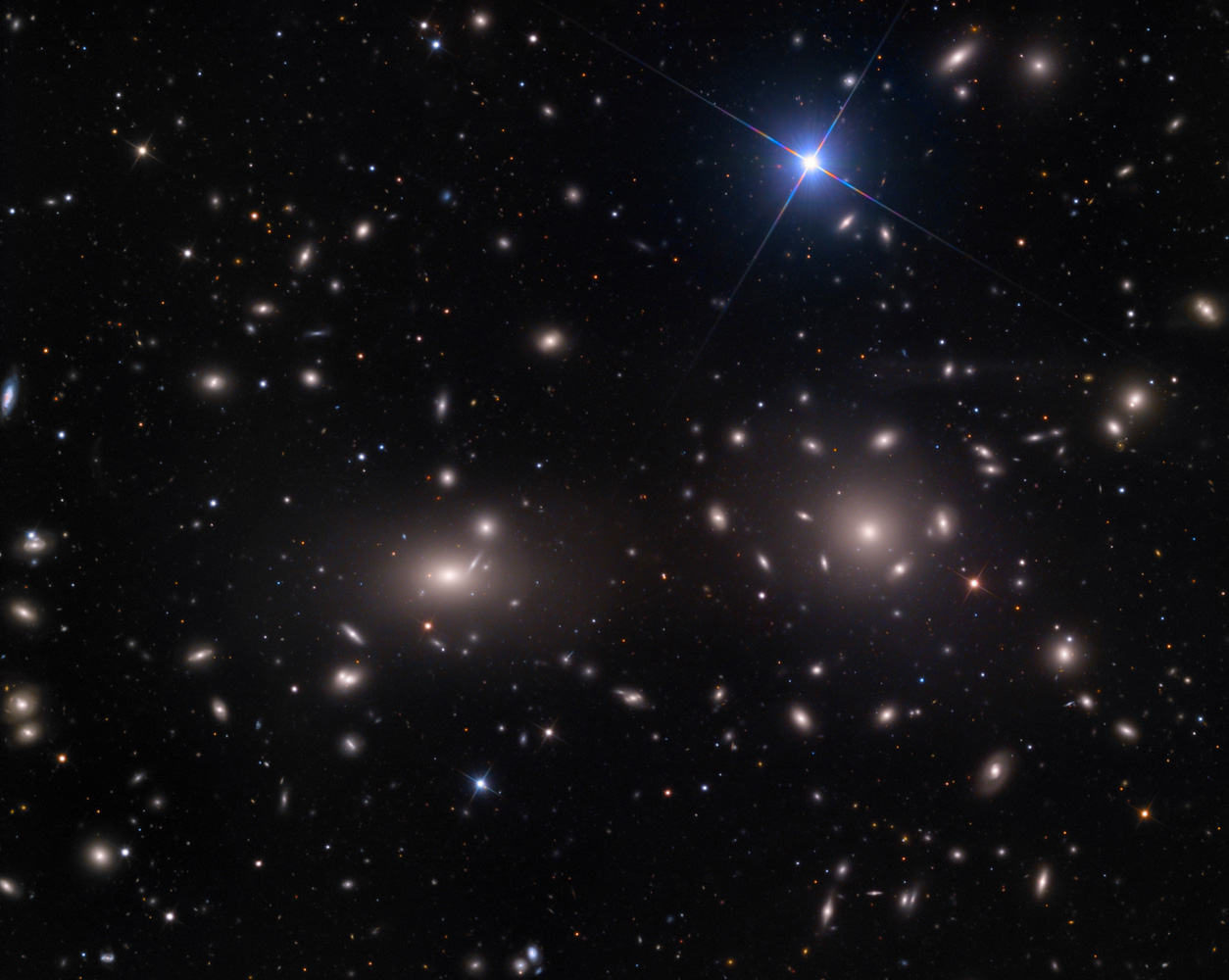
Širokoúhlý snímek skupiny galaxií NGC 4889. Jasná galaxie vlevo je NGC 4889, jasná galaxie vpravo je NGC 4874. Jasná hvězda nahoře je HD 112887 a nachází se v naší galaxii, takže se skupinou galaxií vůbec nesouvisí.

Francouzský astronom Charles Messier nezahrnul NGC 4889 do svého známého Messierova katalogu, ačkoli je to opravdu jasný objekt nacházející se blízko od několika dalších objektů tohoto katalogu. První zaznamenané pozorování z roku 1785 pochází od Williama Herschela a jeho sestry Caroliny Herschelové, kteří NGC 4889 zapsali do svého katalogu mlhovin a hvězdokup (Catalogue of Nebulae and Clusters of Stars) vydaného o rok později. Herschelův syn John Herschel pak v roce 1864 vydal souhrnný katalog mlhovin a hvězdokup (General Catalogue of Nebulae and Clusters of Stars), kam zahrnul objekty nalezené svým otcem a další objekty, které sám nalezl. V roce 1888 vydal dánsko-irský astronom John Dreyer nový souhrnný katalog New General Catalogue (NGC), obsahující 7840 objektů, ale omylem této galaxii přiřadil dvě označení, NGC 4884 a NGC 4889. V následujícím století se na přepracování katalogu NGC zaměřilo několik projektů, jako např. The NGC/IC Project, Revised New General Catalogue of Nebulae and Clusters of Stars a NGC 2000.0, které tuto chybu objevily. Na základě vzniklé dohody se dnes používá pouze označení NGC 4889.
V roce 1995 sestavil Patrick Caldwell-Moore Caldwellův katalog, seznam 109 výjimečných jasných objektů, které se nedostaly do Messierova katalogu. NGC 4889 v tomto seznamu dostala označení Caldwell 35. 

## Vlastnosti
NGC 4889 se nachází v severní oblasti souhvězdí Vlasů Bereniky, jižně od souhvězdí Honicích psů, ve čtvrtině vzdálenosti od Beta Comae Berenices směrem ke Gama Comae Berenices. Při své zdánlivé magnitudě 11,1 je viditelná v dalekohledech o průměru 300 mm (12 palců), ale její viditelnost je ovlivněna světelným znečištěním a oslnivou září blízkých hvězd (např. HD 112887). Na tmavé bezměsíčné obloze ji můžeme spatřit i v menších dalekohledech jako slabý flíček, ale ke spatření galaktického hala je zapotřebí větší dalekohled.
V upravené Hubbleově klasifikaci galaxií (de Vaucouleursově klasifikaci, podle francouzského astronoma Gérarda de Vaucouleurse) je NGC 4889 zařazena jako typ E4 (mírně protažená elipsa). V Yerkeské klasifikaci galaxií je označena jako cD, tedy obří galaxie, což je skupina, kterou v roce 1958 vyčlenil americký astronom William Wilson Morgan galaxiím s jádrem eliptického tvaru, které je obklopeno rozsáhlým rozptýleným halem bez přítomnosti mezihvězdného prachu. 
NGC 4889 je dostatečně vzdálená na to, aby mohla být určena její vzdálenost podle rudého posuvu. Přehlídka oblohy s názvem Sloan Digital Sky Survey určila hodnotu rudého posuvu této galaxie na 0,021665, takže můžeme pomocí Hubbleovy konstanty, kterou v roce 2013 upřesnila Evropská kosmická agentura díky družici Planck, vypočítat její vzdálenost na 94 Mpc (308 milionů světelných let) od Země. 
NGC 4889 je pravděpodobně největší a nejhmotnější galaxie v okruhu 100 Mpc (326 milionů světelných let) od Mléčné dráhy. Galaxie má na obloze úhlovou velikost 2,9 obloukových minut, její skutečný rozměr je tedy 239 000 světelných let, což je srovnatelné s rozměrem Galaxie v Andromedě. Navíc je kolem galaxie halo rozsáhlého rozptýleného světla, které má úhlovou velikost 17,8 obloukových minut (zhruba polovina úhlové velikosti Slunce), tedy ve skutečnosti 1,3 milionů světelných let.
Díky svému velkému rozměru může být NGC 4889 mimořádně hmotná. Mléčná dráha by při stejném rozměru měla hmotnost přibližně 8 bilionů (1012) hmotností Slunce. NGC 4889 je ovšem sféroid, nikoli plochá spirála, má trojrozměrnou strukturu, takže její hmotnost může být až 15 bilionů hmotností Slunce. Stejně jako u jiných eliptických galaxií je pouze malá část hmoty NGC 4889 soustředěna ve hvězdách, které vyzařují energii. Pokud budeme uvažovat poměr hmoty a vyzařovaného světla stejný jako u jiných eliptických galaxií, tedy 6,5, může být tisíckrát hmotnější než Mléčná dráha.

## Struktura

Eliptická galaxie NGC 4889 a stovky galaxií v pozadí.

5. prosince 2011 astronomové změřili rozložení rychlostí ve středových oblastech  dvou hmotných galaxií, jednou byla NGC 4889 a druhou NGC 3842 v Kupě galaxií ve Lvu. Podle dat získaných touto studií má černá díra uprostřed NGC 4889 hmotnost 5 200krát větší než černá díra uprostřed Mléčné dráhy, tedy 2.1 × 1010 (21 miliard) hmotností Slunce (střední hodnota; naměřená hodnota se nachází v rozmezí 6 až 37 miliard hmotností Slunce). 
Je to jedna z nejhmotnějších známých černých děr. Průměr jejího obrovského horizontu událostí je zhruba 20 až 124 miliard kilometrů, tedy 2 až 12 násobek průměru oběžné dráhy Pluta. Ionizované prostředí objevené v okolí černé díry naznačuje, že NGC 4889 možná dříve byla kvasarem, ale nyní už je klidná, protože patrně pohltila veškerou snadno dostupnou hmotu.
Předpokládáme, že obří eliptické galaxie, jako je NGC 4889, jsou výsledkem spojení mnoha menších galaxií. V takových galaxiích už zbývá málo prachu, ze kterého by v difúzních mlhovinách vznikaly hvězdy, proto zde převažují staré hvězdy populace II, které obsahují poměrně málo prvků těžších než vodík a helium. Vejčitý tvar této galaxie je udržován náhodnými oběžnými pohyby jejích hvězd, na rozdíl od uspořádaného oběžného pohybu hvězd ve spirálních galaxiích, jako je Mléčná dráha.
Prostor mezi hvězdami v galaxii je vyplněn rozptýleným plynem mezihvězdného prostředí, které obsahuje prvky vyvržené z hvězd na konci jejich období na hlavní posloupnosti. Hvězdy střední hmotnosti, nacházející se na asymptotické větvi obrů, do něj stále dodávají uhlík a dusík. Těžší prvky od kyslíku po železo jsou v galaxii vytvářeny převážně během výbuchů supernov. Mezihvězdné prostředí je stále zahříváno zářením plynů padajících směrem k centrální černé díře.

## Vesmírné okolí

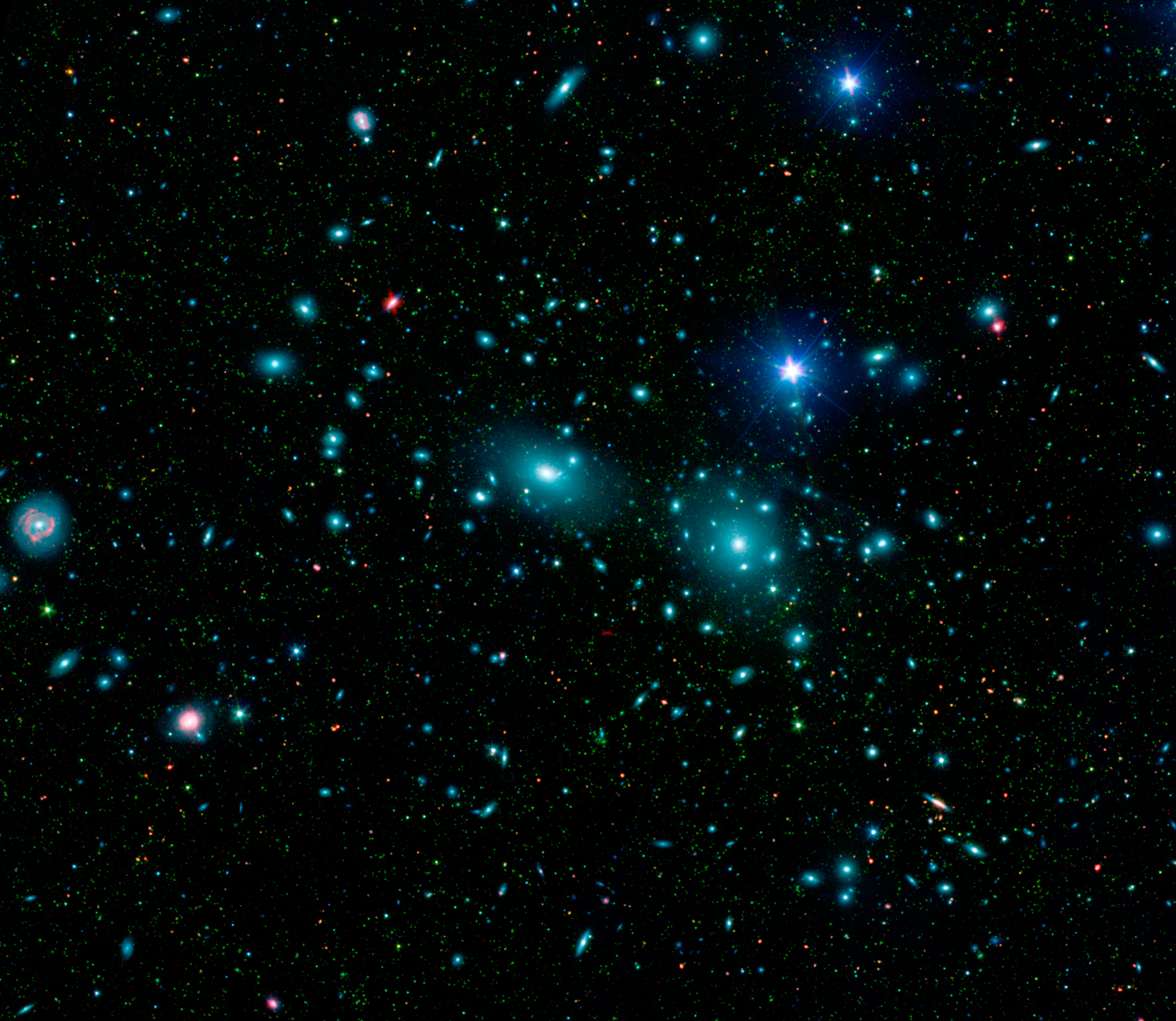
Fotografie Kupy galaxií ve Vlasech Bereniky získaná z dat Sloan Digital Sky Survey a Spitzerova vesmírného dalekohledu. NGC 4889 je uprostřed.

Podle studie z roku 2007 se NGC 4889 spolu s okolními galaxiemi přibližuje k NGC 4874 a za několik miliard let s ní splyne. Od jihozápadu se k nim navíc postupně přibližuje NGC 4839.
NGC 4889 leží spolu s NGC 4874 v centru Kupy galaxií ve Vlasech Bereniky, obrovské kupy čítající na 20 000 galaxií, nazývané též Abell 1656, odkud tato galaxie získala svůj další název Abell 1656 BCG (A1656-BCG). Celková hmotnost kupy se odhaduje na 4 × 1015 hmotností Slunce.
Kupa galaxií ve Vlasech Bereniky leží v přesném středu Nadkupy galaxií ve Vlasech Bereniky, která  je jednou z nadkup sousedících s nadkupou Laniakea, ve které se nachází Mléčná dráha. Nadkupa galaxií ve Vlasech Bereniky se nachází v objektu CfA Homunculus, tedy uprostřed CfA2 Velké zdi, což je galaktické vlákno nejbližší k Zemi a jedna z největších struktur ve známém vesmíru.